# Rezza
Rezza är en kommun i departementet Corse-du-Sud på ön Korsika i Frankrike. Kommunen ligger  i kantonen Cruzini-Cinarca som tillhör arrondissementet Ajaccio. År 2022 hade Rezza 70 invånare.

## Befolkningsutveckling
Antalet invånare i kommunen Rezza
Referens:INSEE